# Folkomröstning om Prins Carl av Danmark som norsk kung
Folkomröstning om Prins Carl av Danmark som norsk kung hölls i Norge den 12 och 13 november 1905. De röstberättigade (bara män) skulle svara ja eller nej på frågan om man var «enig i Stortingets bemyndigelse til regjeringen om at opfordre prins Carl af Danmark til at lade sig vælge til Norges konge?».

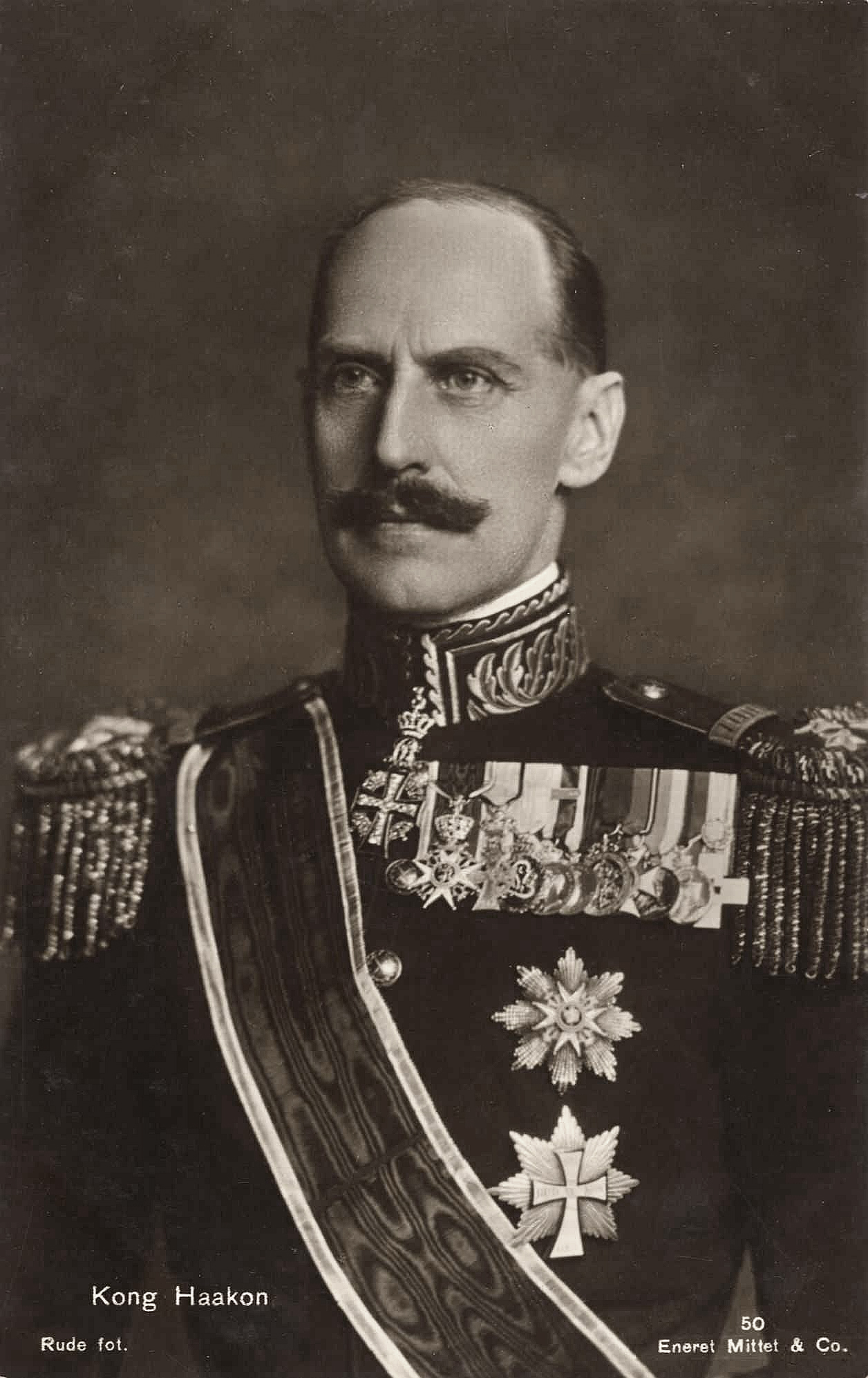
Prins Carl av Danmark blev vald till Norges kung och tog då namnet Håkon VII av Norge

I praktiken stod valet mellan republik och monarki men folkomröstningen formulerades som ett ja eller nej till Prins Carl av Danmark.
259 563 (78,9 %) röstade ja och 69 264 röstade nej. Valdeltagandet var 75,3 %.